# Johann Lahr
Johann Lahr (21. ledna 1913, Friesovy Boudy – 24. února 1942) byl československý lyžař německé národnosti, skokan na lyžích a sdruženář. Padl jako německý voják během druhé světové války na východní frontě.

## Sportovní kariéra
Na IV. ZOH v Garmisch-Partenkirchen 1936 skončil ve skocích na lyžích na 32. místě a v severské kombinaci skončil na 9. místě. Na mistrovství světa v klasickém lyžování v roce 1935 ve Vysokých Tatrách skončil v severské kombinaci na 5. místě a ve skocích na lyžích skončil na 25. místě. 2. března 1941 vytvořil v Planici skokem 111 metrů světový rekord, který ale byl ale ještě stejný den překonán. Závodil za německý klub WSV Harrachov-Nový Svět.